# Cueta heynei
Cueta heynei är en insektsart som beskrevs av Navás 1915. Cueta heynei ingår i släktet Cueta och familjen myrlejonsländor. Inga underarter finns listade i Catalogue of Life.